# 外海町

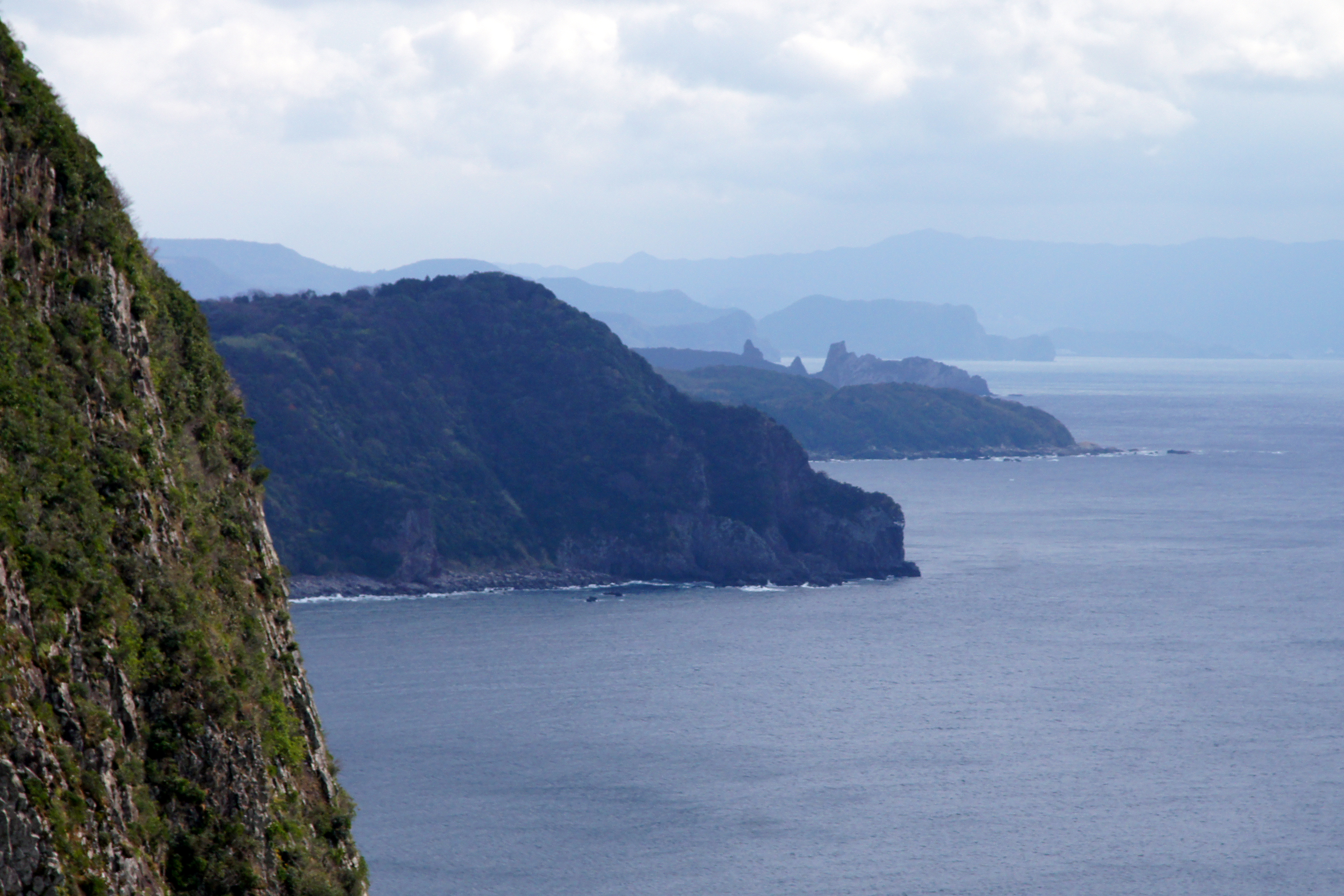
東出津町の海岸線

外海町（そとめちょう）は1960年から2005年まで長崎県の西彼杵半島南西部にあった町。西彼杵郡に属していた。
西彼杵郡の香焼町・伊王島町・高島町・野母崎町・三和町・外海町が長崎市へ2005年1月4日に編入されている。
本頁では、現在の長崎市の一地区としての外海（そとめ）についても記述する。外海地区（長崎市役所外海地域センター管内）の人口は3,576人（2018年2月末日現在、住民基本台帳）。内訳は黒崎地区が2,255人、神浦地区が1,181人、池島地区が140人。

## 地理
角力灘（五島灘）に面する西彼杵半島南西部の丘陵地、および角力灘に浮かぶ池島をはじめとする島嶼部を町域としていた。
東側は西彼杵半島中央の標高300-500mの山地、西側は角力灘が広がり、町は全体的に西向きの丘陵地となっている。主要河川は黒崎川、出津川、神浦川の三つで、下流域にそれぞれ平野部があり、周辺に集落・農耕地・港がある。集落を外れると照葉樹林や海浜植物群落、植林によるスギ・ヒノキ林が広がる。外洋に面した海岸はほとんどが急峻な崖や転石海岸となっている。
沖に浮かぶ島のうち、有人島は池島のみである。池島では池島炭鉱が操業していたが、2001年に閉山した。

## 沿革
- 1889年（明治22年）4月1日 - 町村制施行により、西彼杵郡のうち後の町域にあたる神浦村、黒崎村がそれぞれ単独村制にて成立する。
- 1955年（昭和30年）2月11日 - 神浦村と黒崎村が合併し外海村が発足。村名の由来は、近世以降の広域地名として西彼杵半島の西岸（角力灘沿岸）一帯を外海（そとめ、ほかめ）、東岸（大村湾沿岸）一帯を内海（うちめ）と呼ぶことにちなむ[2]。
- 1960年（昭和35年）5月3日 - 町制施行し外海町となる。
- 2005年（平成17年）1月4日 - 長崎市に編入され、自治体として消滅。

## 町名

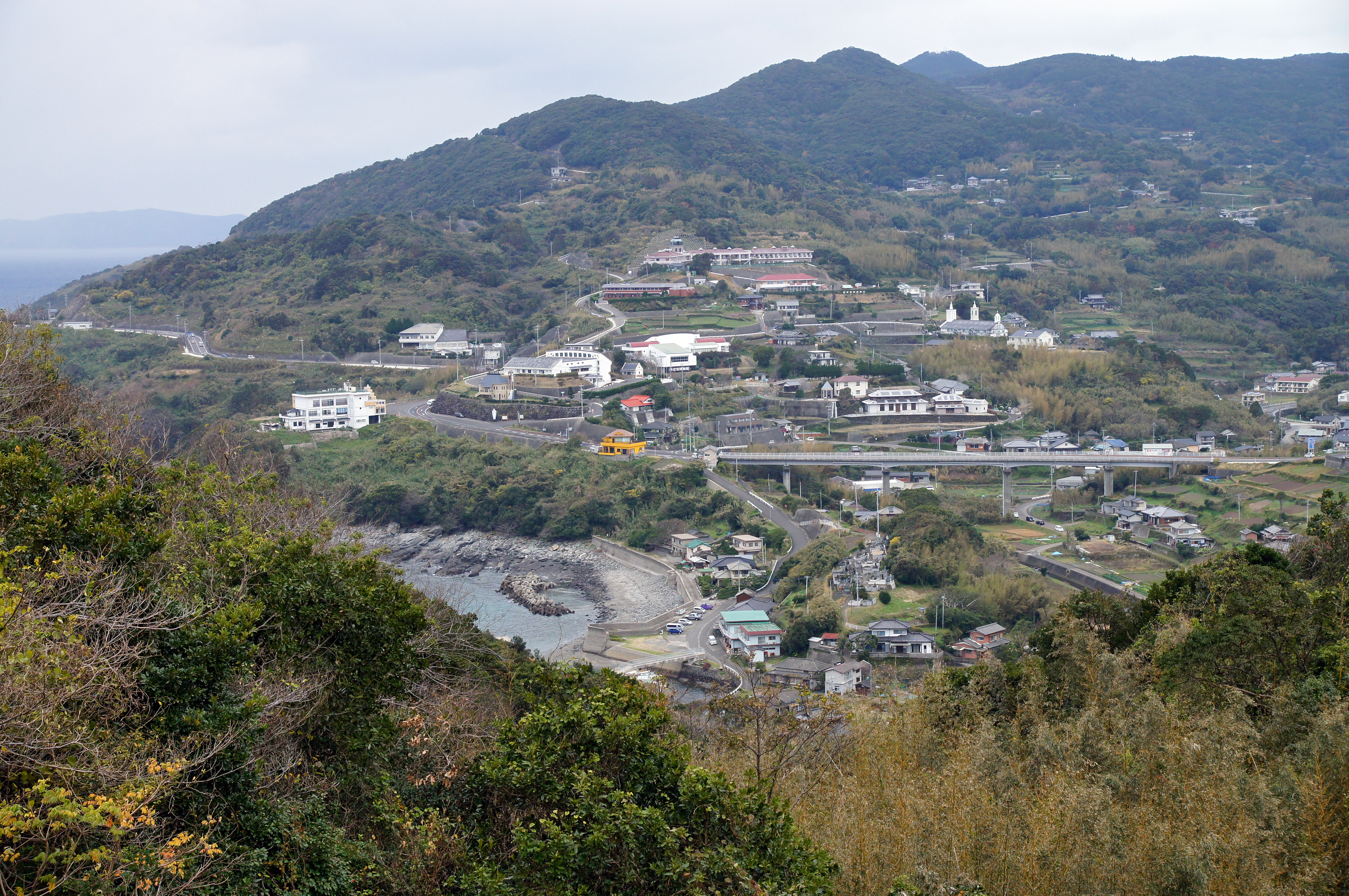
西出津

外海町時代は大字（神浦・黒崎）を冠称した郷を行政区域としていたが、2005年の長崎市への編入と同時に大字・郷を廃し町名設置を実施した。基本は旧来の郷の行政区を引き継ぎ、末尾の「郷」を「町」に置き換えそのまま町名とする。旧大字神浦の区域は一部を除き旧来の郷の名称に「神浦」を冠する。旧大字黒崎の区域では一部の郷が改称している。
| 1889年4月1日-1955年2月10日 | 1889年4月1日-1955年2月10日 | 1955年2月11日-2005年1月3日 | 1955年2月11日-2005年1月3日 | 1955年2月11日-2005年1月3日 | 2005年1月4日- | 2005年1月4日-  | 現在           |
| 自治体名                   | 郷                         | 自治体名                   | 大字・郷                   | 大字・郷                   | 自治体名      | 町名           | 現在           |
| -------------------------- | -------------------------- | -------------------------- | -------------------------- | -------------------------- | ------------- | -------------- | -------------- |
| 神浦村                     | 池島郷                     | 外海町 (外海村)            | 大字神浦                   | 池島郷                     | 長崎市        | 池島町         | 池島町         |
| 神浦村                     | 口福郷                     | 外海町 (外海村)            | 大字神浦                   | 口福郷                     | 長崎市        | 神浦口福町     | 神浦口福町     |
| 神浦村                     | 上道徳郷                   | 外海町 (外海村)            | 大字神浦                   | 上道徳郷                   | 長崎市        | 神浦上道徳町   | 神浦上道徳町   |
| 神浦村                     | 下道徳郷                   | 外海町 (外海村)            | 大字神浦                   | 下道徳郷                   | 長崎市        | 神浦下道徳町   | 神浦下道徳町   |
| 神浦村                     | 江川郷                     | 外海町 (外海村)            | 大字神浦                   | 江川郷                     | 長崎市        | 神浦江川町     | 神浦江川町     |
| 神浦村                     | 丸尾郷                     | 外海町 (外海村)            | 大字神浦                   | 丸尾郷                     | 長崎市        | 神浦丸尾町     | 神浦丸尾町     |
| 神浦村                     | 北大中尾郷                 | 外海町 (外海村)            | 大字神浦                   | 北大中尾郷                 | 長崎市        | 神浦北大中尾町 | 神浦北大中尾町 |
| 神浦村                     | 上大中尾郷                 | 外海町 (外海村)            | 大字神浦                   | 上大中尾郷                 | 長崎市        | 神浦上大中尾町 | 神浦上大中尾町 |
| 神浦村                     | 下大中尾郷                 | 外海町 (外海村)            | 大字神浦                   | 下大中尾郷                 | 長崎市        | 神浦下大中尾町 | 神浦下大中尾町 |
| 神浦村                     | 扇山郷                     | 外海町 (外海村)            | 大字神浦                   | 扇山郷                     | 長崎市        | 神浦扇山町     | 神浦扇山町     |
| 神浦村                     | 夏井郷                     | 外海町 (外海村)            | 大字神浦                   | 夏井郷                     | 長崎市        | 神浦夏井町     | 神浦夏井町     |
| 神浦村                     | 向郷                       | 外海町 (外海村)            | 大字神浦                   | 向郷                       | 長崎市        | 神浦向町       | 神浦向町       |
| 神浦村                     | 上大野郷                   | 外海町 (外海村)            | 大字神浦                   | 上大野郷                   | 長崎市        | 上大野町       | 上大野町       |
| 神浦村                     | 下大野郷                   | 外海町 (外海村)            | 大字神浦                   | 下大野郷                   | 長崎市        | 下大野町       | 下大野町       |
| 黒崎村                     | 赤首郷                     | 外海町 (外海村)            | 大字黒崎                   | 赤首郷                     | 長崎市        | 赤首町         | 赤首町         |
| 黒崎村                     | 西出津郷                   | 外海町 (外海村)            | 大字黒崎                   | 西出津郷                   | 長崎市        | 西出津町       | 西出津町       |
| 黒崎村                     | 東出津郷                   | 外海町 (外海村)            | 大字黒崎                   | 東出津郷                   | 長崎市        | 東出津町       | 東出津町       |
| 黒崎村                     | 牧野郷                     | 外海町 (外海村)            | 大字黒崎                   | 牧野郷                     | 長崎市        | 新牧野町       | 新牧野町       |
| 黒崎村                     | 上黒崎郷                   | 外海町 (外海村)            | 大字黒崎                   | 上黒崎郷                   | 長崎市        | 上黒崎町       | 上黒崎町       |
| 黒崎村                     | 下黒崎郷                   | 外海町 (外海村)            | 大字黒崎                   | 下黒崎郷                   | 長崎市        | 下黒崎町       | 下黒崎町       |
| 黒崎村                     | 永田郷                     | 外海町 (外海村)            | 大字黒崎                   | 永田郷                     | 長崎市        | 永田町         | 永田町         |

### 現在の町名
神浦江川町（えがわ）
自治会: 江川、原、先浜、横町、地向
神浦地区の中心。海岸沿いを走る国道202号沿いに商店街や住宅が集中する。神浦中学校がある。神浦港があり池島とを結ぶ。
神浦扇山町（おうぎやま）
自治会: 扇山
山間部。神浦川上流で、神浦ダムがある。西海市大瀬戸町雪浦久良木郷にまたがり県民の森がある。県道57号が通り、琴海地区との間を結ぶ。
神浦上大中尾町（かみおおなかお）・神浦北大中尾町（きたおおなかお）・神浦下大中尾町（しもおおなかお）
自治会: 大中尾1〜3
県道57号に沿って神浦の中心部から扇山に向かって広がる山間部。自治会は大中尾1〜3となっているが、北・上・下それぞれの町名で明確に分けられているわけではない。
神浦口福町（くちぶく）
自治会: 口福
国道202号に沿って神浦地区最北の町。過疎の農業地区。
神浦上道徳町（かみどうとく）・神浦下道徳町（しもどうとく）
自治会: 道徳
それぞれ狭小地区で、2町あわせてひとつの道徳集落がある。農業地区。西部の海岸沿いを国道202号が通る。
神浦夏井町（なつい）
自治会: 夏井
農漁業地区。市役所外海行政センターがある。雲仙普賢岳の土石流災害で被災した霧氷酒造は2010年に工場を設け、長崎市域唯一の酒蔵として焼酎の生産を行っている。
神浦丸尾町（まるお）
自治会: 丸尾
農業地区。県道57号が通り、中心部と大中尾・扇山を結ぶ。
神浦向町（むかい）
自治会: (不明)
農業地区だが、西部には商店もある。国道202号が通り、神浦小学校がある。
池島町（いけしま）
自治会: 郷、公営住宅、港
旧神浦村ではあるが、離島である都合で、外海町時代から神浦・黒崎と並び、池島地区として独立して扱われることが多い。池島炭鉱としてかつて栄えた島で、最盛期には外海町の人口の過半数を占めた。閉山後の現在は凋落が激しい。詳細は池島 (長崎県)参照。
上大野町（かみおおの）・下大野町（しもおおの）
自治会: 上大野、下大野
神浦地区最南端で、黒崎地区に接する。農業地区。海沿いの崖上に国道202号が通る。下大野町に大野教会堂がある。大野集落は世界遺産「長崎と天草地方の潜伏キリシタン関連遺産」の構成資産。
赤首町（あかくび）
自治会: 赤首
農業地区。国道202号沿いに住宅が集中する。
上黒崎町（かみくろさき）
自治会: 上黒崎
農業地区。お告げのマリア修道会黒崎修道院がある。
下黒崎町（しもくろさき）
自治会: 松本、迫、河内、高尾
農業地区。黒崎地区の中心。国道202号沿いに商店や黒崎東小学校、市役所外海行政センター黒崎事務所がある。
新牧野町（しんまきの）
自治会: 上里、下里
式見の牧野町と同名のため新をつけた。農業地区。
永田町（ながた）
自治会: 永田岡、永田浜
農業地区。国道202号沿いに住宅・耕地が多い。
西出津町（にししつ）
自治会: 畑杭、里道、小田平、下出津
農業地区。外海町はキリシタンの町として知られ、当町の国道202号沿いに関連の施設があり、観光地としての一面を持つ。県施設ド・ロ神父遺跡、出津教会堂、ド・ロ神父記念館がある。これらの施設群を出津文化村と呼ぶ。また、出津小学校もある。地内の小田平集落は、世界遺産長崎と天草地方の潜伏キリシタン関連遺産の構成資産として知られる。
東出津町（ひがししつ）
自治会: 高平
農業地区。国道202号沿いに商店や黒崎中学校や道の駅夕陽が丘そとめがある。また、道の駅は遠藤周作文学館を併設する。

## 教育
- 町立中学校 - 黒崎、神浦、池島
- 町立小学校 - 黒崎東、出津、神浦、池島

このうち池島は小中併設校である。町立の小・中学校は全て2005年の長崎市編入に伴い長崎市立に移行した。高等学校はない。

## 交通
鉄道なし（最寄り駅は長崎本線道ノ尾駅）。さいかい交通のバスが毎時1本程度走る。長崎市街へ行くには大半が桜の里ターミナルで乗り換えとなるが、一部のバスは長崎新地ターミナルまで直通する。
池島行きの船便は神浦港および瀬戸港からフェリーが出る他、松島・大島・面高・佐世保への航路もある。

### 道路
- 国道202号
- 長崎県道57号神ノ浦港長浦線

## 姉妹都市・提携都市
ヴォスロール村（Vaux-sur-Aure、フランス）
明治時代に出津地区に司祭として着任し、地域住民のために生涯を捧げて活動したマルク・マリー・ド・ロ神父の出身地である。フランスの国旗に因んで、国道202号の四谷河内・赤首・神浦に架けられた鉄橋はそれぞれ青・白・赤に着色されている。

## 名所・旧跡・観光スポット・祭事・催事

### 名所・旧跡・観光スポット
- 黒崎永田湿地自然公園
- カトリック黒崎教会
- 大野教会堂
- 長崎市ド・ロ神父記念館
- 出津教会堂
- 遠藤周作文学館・沈黙の碑
- そとめ神浦川河川公園
- 神浦ダム
- ながさき県民の森
- 池島

黒崎町・出津町が「長崎市外海の石積集落景観」の名称で文化財保護法による重要文化的景観として選定されている。

### 祭事・行事
- 鯉のぼり祭
- 夏季外海文化大学
- 精霊流し
- 神浦神社大祭
- 池島山神祭り
- ふるさとまつり

## 外海町を舞台とした作品
- 沈黙 - 遠藤周作が17世紀の日本の史実・歴史文書に基づいて書き下ろした歴史小説。映画化もされている。